# Manuel Minjares Jiménez
José Manuel Minjares Jiménez (Córdoba, Veracruz, 29 de mayo de 1967). Es un político mexicano, miembro del Partido Acción Nacional, ha sido en dos ocasiones diputado federal y es subsecretario de enlace legislativo de la Secretaría de Gobernación, cargo que ocupa desde el 26 de mayo de 2009 por designación del presidente Felipe Calderón Hinojosa. 
Es licenciado en Contaduría egresado de la Universidad La Salle, ha sido miembro del Comité Directivo del PAN en el Distrito Federal y consejero de dicho partido político, oficial mayor de la Secretaría de Energía y coordinador de Asesores del director general del BANOBRAS cuando era titular de esas dependencias Felipe Calderón Hinojosa.
Electo dos veces diputado federal por el XV Distrito Electoral Federal del Distrito Federal, a la LVIII Legislatura de 2000 a 2003 y a la LX Legislatura de 2006 a 2009; siendo en esta última integrante de las comisiones de Distrito Federal, Hacienda y Crédito Público y de Presupuesto y Cuenta Pública. Así mismo, asumió como vicecoordinador de política económica del Grupo Parlamentario del PAN en esa legislatura.
El 13 de diciembre de 2007 solicitó licencia como diputado Federal al ser nombrado por el presidente Felipe Calderón Hinojosa como Subsecretario de la Secretaría de la Función Pública, tanto la licencia como el nombramiento fueron vigentes a partir del 16 de diciembre del mismo año. Permaneció en el cargo de Subsecretario de la Función Pública hasta el 25 de febrero de 2008 en que fue nombrado Coordinador de Asesores del Secretario de Hacienda y Crédito Público; y en dicho cargo hasta el 26 de mayo de 2009 en que pasó a ocupar la Subsecretaría de Enlace Legislativo de la Secretaría de Gobernación.